# Trichomanes pedicellatum
Trichomanes pedicellatum är en hinnbräkenväxtart som beskrevs av Nicaise Augustin Desvaux. Trichomanes pedicellatum ingår i släktet Trichomanes och familjen Hymenophyllaceae. Inga underarter finns listade.